# Sam Lay
Sam Lay (Birmingham (Alabama), 20 maart 1935 - Chicago, 29 januari 2022) was een Amerikaanse blueszanger en -drummer.

## Biografie
Zijn carrière begon in 1954 in Cleveland, toen hij lid werd van de Moon Dog Combo. Van 1957 tot 1959 was hij lid van de Original Thunderbirds, totdat hij uiteindelijk verhuisde naar Chicago om met Little Walter te werken. In 1960 trad hij toe tot Jerome Arnolds begeleidingsband Howlin' Wolf, totdat de twee Paul Butterfield ontmoetten in 1965 en lid werden van zijn Butterfield Blues Band. Lay is alleen te horen op het debuutalbum van de band. In hetzelfde jaar ontmoette Lay Bob Dylan toen BBB speelde als zijn begeleidingsband op het Newport Folk Festival. Als gevolg hiervan nam hij afscheid van BBB om Dylan te helpen bij zijn productie Highway 61 Revisited uit 1965. In de tweede helft van de jaren 1960 werkte Lay veel als sessiedrummer en is hij te horen op meer dan 40 bluesalbums van Chess Records. Zo speelde hij in 1969 op het album Fathers and Sons van Muddy Waters.
Hij was ook een van de oprichters van de James Cotton Blues Band in 1969 en speelde een tijdje met de Siegel-Schwall Band, voordat hij uiteindelijk de Sam Lay Blues Revival Band formeerde, waarbij Jimmy Rogers, George 'Wild Child' Butler en Eddie Taylor speelden. In 1992 werd Lay opgenomen in de Blues Hall of Fame en werd hij voor een W.C. Handy Award genomineerd. In 1992 richtte hij ook de Sam Lay Blues Band op, die in hetzelfde jaar hun debuutalbum Shuffle Master uitbracht. Dit werd gevolgd door Sam Lay Live (opgenomen in 1994 maar pas uitgebracht in 1996), Stone Blues (1996), Rush Hour Blues (2000) en Live on Beale Street (2000).

## Overlijden
Sam Lay overleed op 29 januari 2022 aan een natuurlijke dood. Hij werd 86 jaar oud.
- Bibliothèque nationale de France: cb13933355k (data)
- Gemeinsame Normdatei: 136131530
- International Standard Name Identifier: 0000 0001 1438 1535
- Library of Congress Control Number: n88638599
- MusicBrainz: 5c8c2828-fd9d-472a-9c03-083d9335933f
- Système universitaire de documentation: 161835678
- Virtual International Authority File: 13888156
- WorldCat: E39PBJx4jWmWKhqT486wpjD6rq